# لاين لورانس
لاين لورانس هو كاتب للأطفال وكاتب كندي، ولد في 25 فبراير 1955 في أونتاريو في كندا.

## وصلات خارجية
- الموقع الرسمي